# Skyworth
Skyworth (tiếng Trung: 创维) tên đầy đủ là Skyworth Group Co., Ltd.,,, là một tập đoàn đa quốc gia, công ty cổ phần của Trung Quốc chuyên về thiết kế, sản xuất các sản phẩm về truyền hình và nghe nhìn. Thành lập vào năm 1988, công ty có trụ sở chính tại Khu công nghệ cao Nam Sơn, Thâm Quyến. Tính đến năm 2010, Skyworth hoạt động tại Hồng Kông, Nội Mông cùng nhiều nhà máy tại các địa điểm ở Quảng Đông là Thâm Quyến, Đông Hoản, Quảng Châu.
Công ty này hoạt động giống như là một cụm công nghiệp khi nó tích hợp nhiều ngành nghề công nghiệp sản xuất phục vụ lẫn nhau. Skyworth cũng là một trong số những tập đoàn phát triển Đĩa đa năng nâng cao. Đây cũng là một ODM cho nhiều công ty sản xuất ti vi khác. Năm 2015, Skyworth đứng trong Top 5 thương hiệu TV nổi tiếng có giá trị nhất trên thế giới. và là thương hiệu thuộc Top dẫn đầu tại thị trường Châu Á - Thái Bình Dương. Năm 2011, giá trị thương hiệu của Skyworth đã đạt mức 4,47 tỷ USD.

## Hoạt động
Các sản phẩm cốt lõi của Skyworth là ti vi và hộp giải mã Set-top box cùng với nhiều sản phẩm dịch vụ khác bao gồm cho thuê tài sản, thiết bị gia dụng.
Skyworth có nhiều công ty con thuộc sở hữu của tập đoàn và một số là đối tác liên doanh.

### Công ty con
- Shenzhen Coocaa Network Technology Co Ltd
- Shenzhen Skyworth Automobile Electronics Co Lt.
- Shenzhen Skyworth Digital Technology Co Ltd
- Shenzhen Skyworth-RGB Electronic Co Ltd
- Skyworth Marco Commercial Offshore Co Ltd
- Skyworth Mobile Communication (Shenzhen) Ltd
- Skyworth Precision Technology Co Ltd
- Skyworth TTG Holdings Ltd
- Skyworth Qunxin Security and Protection Technology Co Ltd
- Skyworth Multimedia (Shenzhen) Co Ltd
- Skyworth Photoelectric Science & Technology Co Ltd
- Shenzhen Display Technology Co Ltd
- Skyworth Application Electronics Co Ltd
- Skyworth LCD Technology Co Ltd
- Skyworth Die Plant
- Skyworth Semiconductors Company
- Shenzhen Skyworth Qunxin An Fang Technology Co Ltd.

### Các cột mốc quan trọng
| Cột mốc | Sự kiện |
| ------- | --- |
| 2016    | Top 05 thương hiệu tivi nổi tiếng nhất thế giới                                                              |
| 2015    | Giá trị thương hiệu Skyworth đạt 8,98 tỷ USD. Top 07 thương hiệu tivi có giá trị nhât trên thế giới          |
| 2013    | Giá trị thương hiệu đạt 7,95 tỷ USD "Best Of The Best" Giải thưởng thiết kế của Red Dot Award 2013           |
| 2008    | Skyworth giành được danh hiệu "Top thương hiệu có giá trị nhất trong ngành công nghiệp điện tử"              |
| 2002    | Nhận giải thưởng "Doanh nghiệp xuất sắc trong lĩnh vực xuất khẩu" do viện nghiên cứu kinh tế HKTDC trao tặng |
| 2000    | Lên sàn giao dịch chứng khoán Hồng Kông vào tháng 04 (mã cổ phiếu HK00751)                                   |
| 1999    | Thành lập viện nghiên cứu phát triển sản phẩm tại Silicon Valley- Mỹ                                         |
| 1988    | Tập đoàn Skyworth chính thức được thành lập vào tháng 04                                                     |

### Đối tác
- Inview Technology